# Férfi kajak kettes 500 méter a 2008. évi nyári olimpiai játékokon
A 2008. évi nyári olimpiai játékokon a kajak-kenu férfi kajak kettes 500 méteres versenyszámát augusztus 19. és 23. között rendezték a Shunyi olimpiai parkban.
Minden kajak kettes az előfutamokban kezdte a küzdelmeket. Az előfutamok első három helyezettjei automatikusan kvalifikálták magukat a döntőbe, a mögöttük célba érő kilenc legjobb idővel rendelkező páros pedig az elődöntőbe jutott. A elődöntő első három helyezettje csatlakozott a döntő mezőnyéhez.
Az előfutamokat augusztus 19-én, az elődöntőt augusztus 21-én, a döntőt augusztus 23-án bonyolították le.

## Eredmények
Az időeredmények másodpercben értendők. A rövidítések jelentése a következő:
- QF: döntőbe jutás helyezés alapján
- QS: elődöntőbe jutás időeredmény alapján

### Előfutamok
| Helyezés | Név                                     | Nemzet                 | Idő      | Mj       |
| 1. futam | 1. futam                                | 1. futam               | 1. futam | 1. futam |
| -------- | --------------------------------------- | ---------------------- | -------- | -------- |
| 1.       | Ronald Rauhe Tim Wieskötter             | Németország (GER)      | 1:28,736 | QF       |
| 2.       | Sébastien Jouve Vincent Lecrubier       | Franciaország (FRA)    | 1:29,805 | QF       |
| 3.       | Andrea Facchin Antonio Scaduto          | Olaszország (ITA)      | 1:30,240 | QF       |
| 4.       | Krists Straume Kristaps Zalupe          | Lettország (LAT)       | 1:31,020 | QS       |
| 5.       | Egidijus Balčiūnas Alvydas Duonėla      | Litvánia (LTU)         | 1:31,232 | QS       |
| 6.       | Jacob Clear Clint Robinson              | Ausztrália (AUS)       | 1:31,712 | QS       |
| 7.       | Alekszej Gyergunov Dmitrij Kaltenberger | Kazahsztán (KAZ)       | 1:33,363 | QS       |
| 8.       | Sen Csie Huang Cse-peng                 | Kína (CHN)             | 1:34,432 |          |
| 2. futam |                                         |                        |          |          |
| 1.       | Raman Pjatrusenka Vadzim Mahnyev        | Fehéroroszország (BLR) | 1:28,661 | QF       |
| 2.       | Saúl Craviotto Carlos Pérez             | Spanyolország (ESP)    | 1:28,983 | QF       |
| 3.       | Kammerer Zoltán Kucsera Gábor           | Magyarország (HUN)     | 1:30,099 | QF       |
| 4.       | Richard Dober, Jr. Andrew Willows       | Kanada (CAN)           | 1:30,234 | QS       |
| 5.       | Kim Knudsen René Poulsen                | Dánia (DEN)            | 1:30,348 | QS       |
| 6.       | Marek Twardowski Adam Wysocki           | Lengyelország (POL)    | 1:32,107 | QS       |
| 7.       | Mika Hokajärvi Kalle Mikkonen           | Finnország (FIN)       | 1:33,785 | QS       |
| 8.       | José Ramos Gabriel Rodríguez            | Venezuela (VEN)        | 1:34,220 | QS       |

### Elődöntő
| Helyezés | Név                                     | Nemzet              | Idő      | Mj |
| -------- | --------------------------------------- | ------------------- | -------- | -- |
| 1.       | Richard Dober, Jr. Andrew Willows       | Kanada (CAN)        | 1:31,232 | QF |
| 2.       | Marek Twardowski Adam Wysocki           | Lengyelország (POL) | 1:31,481 | QF |
| 3.       | Kim Knudsen René Poulsen                | Dánia (DEN)         | 1:31,796 | QF |
| 4.       | Krists Straume Kristaps Zalupe          | Lettország (LAT)    | 1:32,649 |    |
| 5.       | Egidijus Balčiūnas Alvydas Duonėla      | Litvánia (LTU)      | 1:32,887 |    |
| 6.       | Alekszej Gyergunov Dmitrij Kaltenberger | Kazahsztán (KAZ)    | 1:33,512 |    |
| 7.       | Jacob Clear Clint Robinson              | Ausztrália (AUS)    | 1:33,839 |    |
| 8.       | Mika Hokajärvi Kalle Mikkonen           | Finnország (FIN)    | 1:34,994 |    |
| 9.       | José Ramos Gabriel Rodríguez            | Venezuela (VEN)     | 1:37,285 |    |

### Döntő
| Helyezés | Név                               | Nemzet                 | Idő      | Mj |
| -------- | --------------------------------- | ---------------------- | -------- | -- |
| Arany    | Saúl Craviotto Carlos Pérez       | Spanyolország (ESP)    | 1:28,736 |    |
| Ezüst    | Ronald Rauhe Tim Wieskötter       | Németország (GER)      | 1:28,827 |    |
| Bronz    | Raman Pjatrusenka Vadzim Mahnyev  | Fehéroroszország (BLR) | 1:30,005 |    |
| 4.       | Kammerer Zoltán Kucsera Gábor     | Magyarország (HUN)     | 1:30,285 |    |
| 5.       | Kim Knudsen René Poulsen          | Dánia (DEN)            | 1:30,569 |    |
| 6.       | Richard Dober, Jr. Andrew Willows | Kanada (CAN)           | 1:30,857 |    |
| 7.       | Sébastien Jouve Vincent Lecrubier | Franciaország (FRA)    | 1:31,312 |    |
| 8.       | Marek Twardowski Adam Wysocki     | Lengyelország (POL)    | 1:31,869 |    |
| 9.       | Andrea Facchin Antonio Scaduto    | Olaszország (ITA)      | 1:31,934 |    |